# 고양 삼천사지 대지국사탑비
고양 삼천사지 대지국사탑비(高陽 三川寺址 大智國師塔碑)는 대한민국 경기도 고양시 덕양구 북한동, 삼천사지에 있는 탑비 1건 2점이다. 2018년 9월 11일 경기도의 유형문화재로 지정 예고를 거쳐, 2018년 12월 19일 경기도의 유형문화재 제350호로 지정되었다.

## 발견 경위
2007년 서울역사박물관은 경기도 고양시 북한동 삼천사지(三千寺址) 탑비 구역을 발굴조사한 결과 법상종 승려인 대지 국사 법경의 행적을 살필 수 있는 명문비편(銘文碑片) 255점(630여 자 확인 가능) 등 고려시대 유물 500여 점을 발굴했다.
그동안 대지국사(大智國師) 법경(法鏡) 스님은 고려 현종대(1009～1031) 현화사(玄化寺)의 창건과 고려 전기 법상종의 등장을 주도했던 인물로 알려져왔다. 그러나 스님의 생애와 활동을 입증해 줄 유일한 자료인 비문이 파손돼 행적이 확인되지 않았으나 이번 유물 출토로 그의 출신과 나이 등을 확인하게 됐다. 조사 결과 서울역사박물관은 법경 스님이 적현(赤縣) 출신으로 승납(僧臘) 85세, 세납 92세였던 것으로 추정하고 있다.
또 이곳에서는 탑비전(塔碑殿)으로 추정되는 고려 전기 건물지 등을 새로 확인했다. 대지국사법경 스님과 연관되는 청동사리합(靑銅舍利盒), 높이 3.7cm에 삼불보관(三佛寶冠)을 갖춘 고려석조보살두(高麗石造菩薩頭), 은제투각칠보문장식(銀製透刻七寶文裝飾), 철제공구류(鐵製工具類) 등 고려 전ㆍ중기 희귀 유물이 출토됐다.
삼천사(三川寺)는 <고려사>, <동국여지승람>, <북한지> 등에 기록이 남아 있는 법상종 사찰로, 서기 661년 원효가 창건했으며 임진왜란 이후 폐사된 것으로 알려지고 있다.

## 지정 사유
대지국사탑비는 현재 비신을 결실한 채 삼천사지 탑비전지에 위치. 일부 수습된 비편에서 입비연대로 추정되는 명문(重熙:1041-1050)이 확인된다.
귀부의 조각, 背面 육각형의 귀갑문 안의 ‘王’자는 물로 귀갑의 굴곡표현과 가장 자리의 연주문장식이 섬세하게 표현되어 있고 이수의 표현은 부조에 가까울 정도로 양감이 뛰어나다.

## 참고 문헌
- 고양 삼천사지 대지국사탑비 - 국가유산청 국가유산포털